# National Industrial Recovery Act
De National Industrial Recovery Act (NIRA; Nederlands: Nationale Industriële Herstelwet) is een federale wet in de Verenigde Staten, ondertekend door president Franklin Delano Roosevelt op 16 juni 1933, die kaderde binnen het New Deal-beleid van de president en die op het vlak van arbeidsrecht en consumentenrecht de president van de Verenigde Staten de machtiging gaf om de industrie te reguleren, teneinde eerlijke lonen en prijzen door te voeren en zo het economisch herstel aan te moedigen ten tijde van de Grote Depressie. De wet richtte tevens de Public Works Administration (PWA) op.

## Ongrondwettigheid
Op 27 mei 1935 werd de wet ongrondwettelijk verklaard door het Hooggerechtshof van de Verenigde Staten in de zaak Schechter Poultry Corp. v. The United States. Chief Justice Charles Evans Hughes schreef de majority opinion, die werd gevolgd door de acht andere rechters, waardoor het Hof unaniem standpunt innam. De NIRA was volgens het Hof ongrondwettelijk om twee redenen. Ten eerste werd het begrip uit de wet "fair competition" (eerlijke mededinging), dat niet wettelijk werd gedefinieerd, als te vaag beschouwd, wat een schending inhield van de zogenaamde vaagheidsdoctrine. Ten tweede beschouwde men de machtigingen die het Congres opdroeg aan de president te verregaand, waardoor er sprake was van een overtreding van het delegatieverbod.

## Trivia
- Hugh Samuel Johnson, een van de voornaamste opstellers van de National Industrial Recovery Act, werd door het tijdschrift Time uitgeroepen tot Man of the Year in 1933, het jaar van de invoering van de National Industrial Recovery Act.